# سرقة السيارات

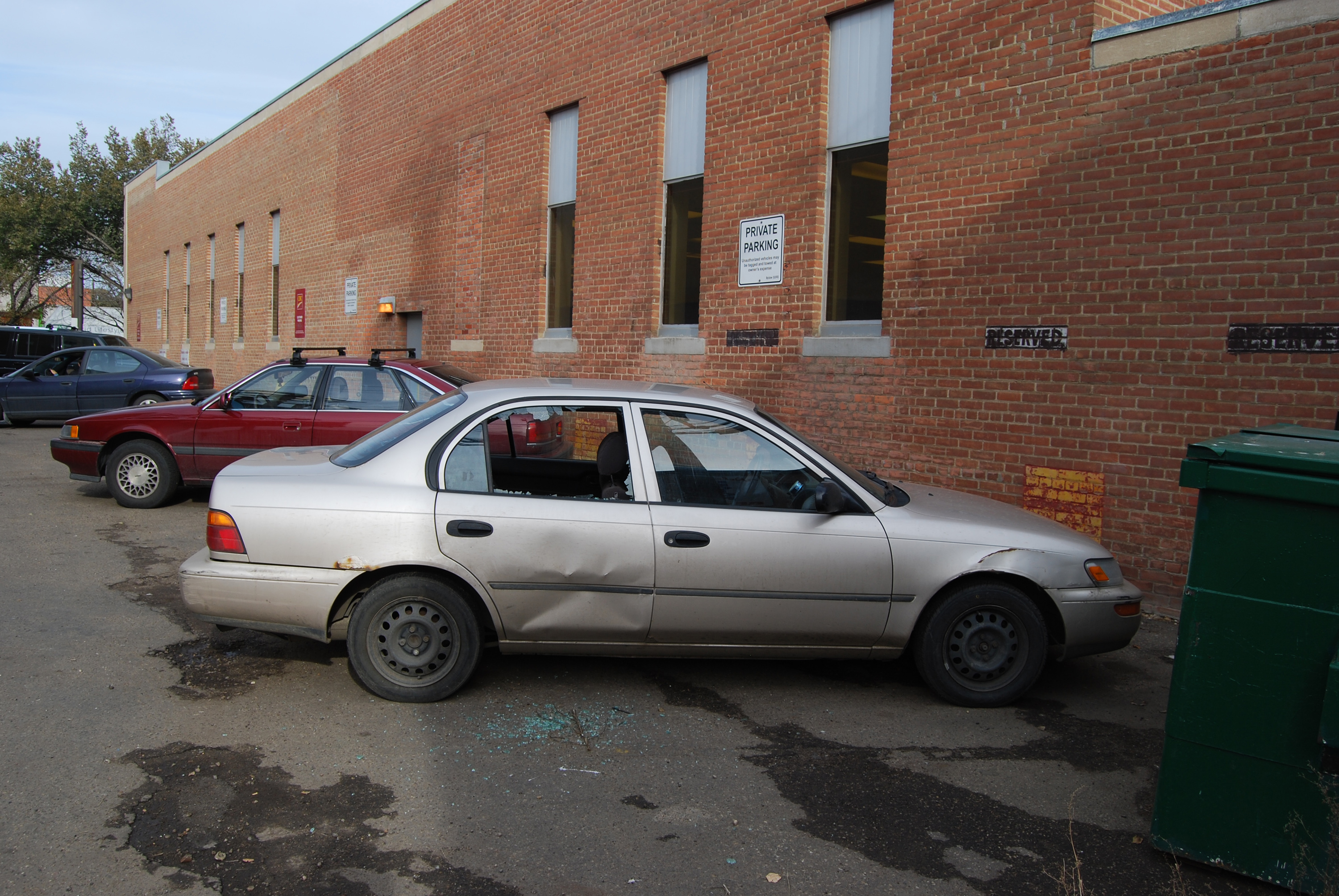
سيارة بنافذة مكسورة.

سرقة السيارات أو  سرقة السيارات الكبرى هي جريمة سرقة أو محاولة الاستحواذ على أي نوع من أنواع السيارات. على الصعيد الوطني في الولايات المتحدة في عام 2012 كان هناك ما يقدر ب 721,053 عملية سرقة سيارات، أو ما يوازي 229.7 سيارة مسروقة لكل 100 ألف نسمة. تقدر قيمة الخسائر بسبب سرقة السيارات في عام 2012 يقدر بنحو 4.3 مليار دولار.

## طرق السرقة
من الطرق المتبعة لسرقة السيارات:

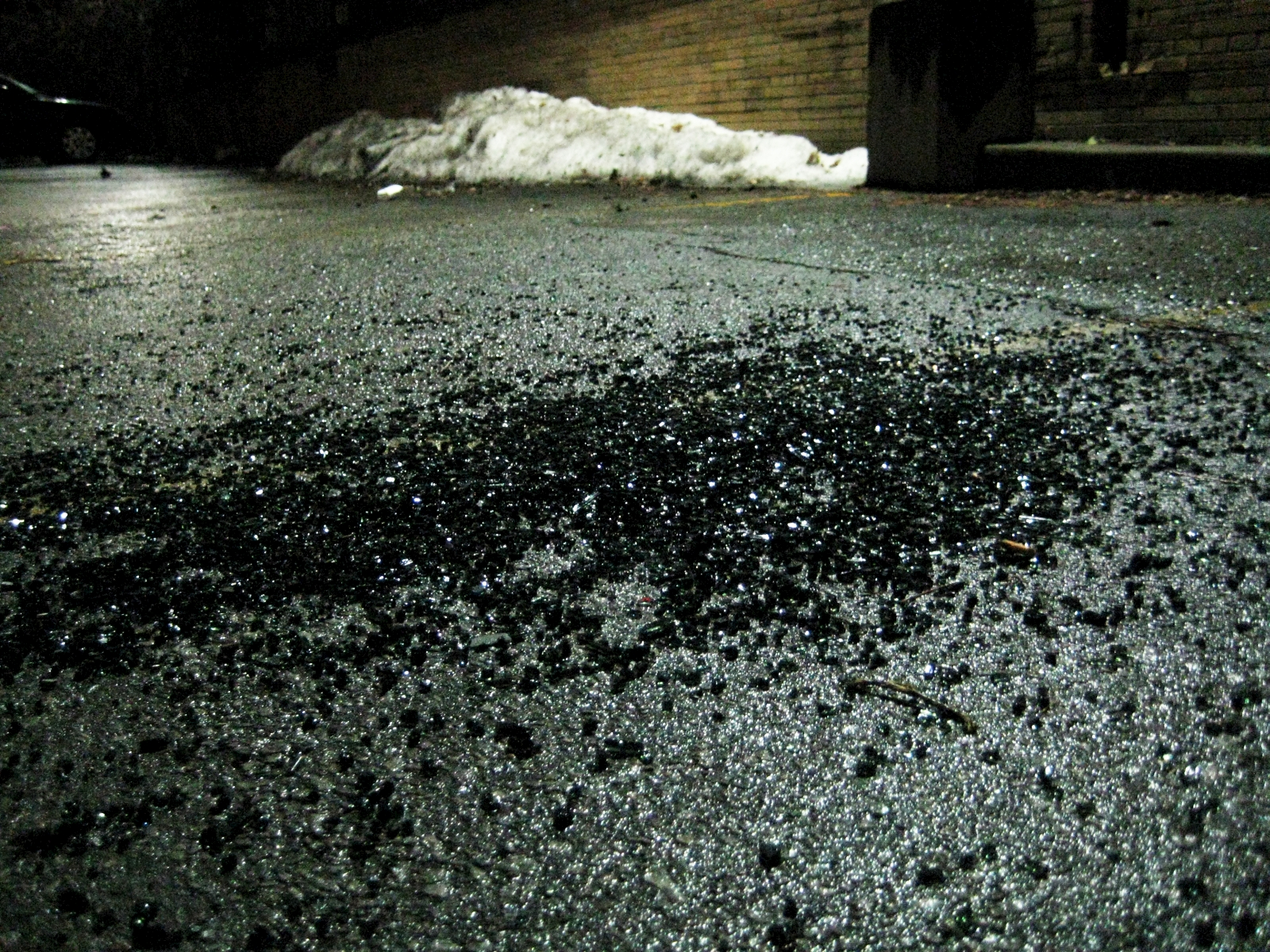
زجاج مهشم على الأرض في موقع سرقة سيارة

- سرقة سيارة فارغة بدون مفتاح: هو الإستحواذ على سيارة مركونة إما عن طريق الكسر والخلع، يليه تشغيلها عن طريق الأسلاك أو أي من طرق العبث التي تؤدي لبدء تشغيل السيارة، أو عن طريق سحبها. تدعي شرطة لندن أن 50% من إجمالي 20,000 (السرقة السنوية للسيارات) تتم من خلال تكنولوجيا استنساخ مفاتيح OBD (مدخل لوحة الفحص الإلكتروني) و هو أمر متوفر على الإنترنت، مما يعني تجاوز محاكاة تعطيل السيارة.
- السرقة باستخدام المفاتيح: و تعرف برمزها وهو TWOC الاستحواذ دون موافقة المالك (TWOC). الاستخدام غير المصرح به لسيارة أخذ السارق من مالكها طريقة لحيازة المفاتيح. وغالبا ما يكون السارق مراهقاً أو طفلا أو موظفا يعمل لدى مالك المركبة، حيث يكون مالك المركبة قد مكن اللص في فترة ما من الوصول إلى المفاتيح.التعامل مع حالات كهذه يختلف باختلاف السلطات القضائية والقوانين الحاكمة، وفد يختار المالك قد عدم توجيه اتهامات. إلا أن هذا الأسلوب ينطبق أيضا على المجرمين الذين، بعد اقتحامهم السيارة، عثروا على مجموعة من المفاتيح في علبة القفازات.
- أن تضطر لدفع المعتدي وفقا المهاجم المطالب.[2]
- الاحتيال السرقة: غير اقتناء السيارة من البائع الاحتيالية من خلال تحويل الأموال التي البائع في نهاية المطاف لا تتلقى (مثل سرقة الهوية أو استخدام المزيفة الشيك) أو من خلال استخدام القروض التي تم الحصول عليها بحجج واهية. العديد من المركبات المسروقة عن طريق الاحتيال يتم بيعها بسرعة بعد ذلك. باستخدام هذا النهج، اللص بهدوء يمكن تجنب الكشف عن ومواصلة سرقة السيارات في الولايات القضائية المختلفة. سيارة تأجير وبيع السيارات من الشركات أيضا الاحتيال من قبل لصوص السيارات في تأجير، بيع, تمويل أو تأجير هذه السيارات مع هوية وهمية والشيكات وبطاقات الائتمان. هذا هو ممارسة شائعة في المناطق القريبة من الحدود التي تتبع الأجهزة لا تفعل شيئا لأن الولاية لا يمكن تطبيقها في بلد أجنبي لاسترداد فقدت السيارة.